# 3305 Ceadams
3305 Ceadams eller 1985 KB är en asteroid i huvudbältet som upptäcktes den 21 maj 1985 av det nyzeeländska astronomparet Pamela M. Kilmartin och Alan C. Gilmore vid Mount John University Observatory. Den är uppkallad efter nyzeeländaren Charles Edward Adams.
Asteroiden har en diameter på ungefär 10 kilometer och den tillhör asteroidgruppen Eunomia.